# Crématoire de La Chaux-de-Fonds
Le crématoire de La Chaux-de-Fonds est un crématorium situé dans le cimetière de la Charrière à La Chaux-de-Fonds. Mis en service en 1909, le bâtiment a été décoré par Charles L'Eplattenier. 

## Histoire
Le cimetière communal de La Chaux-de-Fonds est aménagé en 1851 au lieu-dit de La Charrière. Une pétition munie de 107 signatures demandant la révision de la loi cantonale sur les inhumations est déposée au Conseil général en 1890. À la suite de cette pétition, le Conseil communal se déclare prêt à concéder gratuitement le terrain nécessaire à l'édification d'un crematorium. En 1894, la révision de la loi neuchâteloise sur les sépultures consacre l’officialité de l'incinération. En 1908, un don de 30 000 francs, accordé par Ali Jeanrenaud, sera fait à la commune en faveur de la création rapide d'un crématoire donnant ainsi le départ du projet. 
À la suite du don, le Conseil communal met en place une Commission spéciale de construction avec le concours de Robert Belli, architecte communal, et de Henri Robert, architecte et conducteur des travaux. Les plans d'un premier projet daté du 5 mai 1908 permettent de prévoir un budget de 96 000 francs. Les premiers plans permettent de définir les éléments essentiels du futur crématoire, à savoir une géométrie volumétrique simple ainsi qu'une organisation et une mise en scène déjà aboutie. Une deuxième série de documents signés du 21 juin 1908 définissent de manière plus précise ce que sera le bâtiment. Les travaux débutent autour du 15 août 1908. Durant les travaux les plans sont modifiés à plusieurs reprises afin de permettre une intégration des décors réalisés par Charles L'Eplattenier et ses élèves, rassemblés sous le nom d'Atelier d'art réunis,. Après plusieurs mois de travaux, une visite est organisée: « Les Ateliers d'art réunis vous prient d'assister, ainsi que vos connaissances, à une visite du crématoire où ils ont fini leurs travaux de décoration. Cette visite aura lieu le dimanche 15 courant [mai 1910] à 11 heures du matin. ».  
Le crématoire est mis en fonction en novembre 1909 et est inauguré officiellement le 27 juin 1910. Lors de l'inauguration, le programme artistique n'est pas tout à fait complet. La décoration murale sera complétée par quatre grands panneaux peints par Charles L'Eplattenier en 1912. Par la suite, plusieurs mises au point sont nécessaires comme l'installation de bancs ainsi que l'agrandissement des niches crématoires. En 1914, un ascenseur remplace le système manuel de descente du catafalque. En 1916, les façades du bâtiment sont vernies permettant par la suite d'accueillir les mosaïques réalisées par Charles L'Eplattenier en 1926 et 1927. 
Le premier four fut complété en 1927 par un second fonctionnant à l'huile lourde. Ils seront successivement remplacés en 1941 et en 1955 par des fours électriques. Le caveau collectif destinés aux urnes abandonnées est ornée au milieu des années 1930 par une imposante sculpture réalisée par Charles L'Eplattenier. Celle-ci fait face à l'entrée du crématoire. En 1937, la peinture sur plâtre de la paroi sud est remplacée par le même sujet repeint sur toile à la suite de dégâts d'eau. Un chauffage électrique est installé en 1939 et le hall des fours est refait en 1947. En 1979, un centre funéraire est construit et adjoint au bâtiment d'origine. Le bâtiment et ses abords sont classés et protégés par un arrêté du Conseil d'État de Neuchâtel publié le 20 juin 1988. En 1979, l'édifice échappe à la destruction grâce au bon fonctionnement des fours.  

## Architecture
Le plan de l'édifice est axé sur un vestibule ouvert et un large escalier monumental qui mène à la salle de cérémonies, volume principal de la construction. Les locaux techniques sont situés au sous-sol. Les soubassements sont réalisés en calcaire du Jura et les façades en pierre de taille taillées dans un calcaire blanchâtre. La façade principale (nord-est) comprend un escalier monumental et un porche comportant un arc en plein-cintre peint ainsi que deux statues réalisées en 1928 par Charles L'Eplattenier. Les façades latérales (sud-est et nord-ouest) sont décorées de mosaïques, également réalisées par le peintre en 1926 et 1927, elles-mêmes surmontées de claires-voies protégeant les vitraux intérieurs. Quatre ouvertures donnent accès aux locaux techniques. La façades sud-ouest est totalement dénudée sur les plans d'origine et était réservée aux entrées de service. Celle-ci est modifiée en 1979 à la suite de la construction du nouveau centre funéraire. 

## Décor
La réalisation de l'ornementation du crématoire de La Chaux-de-Fonds est le résultat d'une collaboration entre Charles L'Eplattenier et plusieurs de ses élèves issus de son cours supérieur de dessin rassemblés sous le nom des Ateliers d'art réunis. L'intervention du groupe fait du bâtiment une œuvre d'art totale conjuguant plusieurs techniques : peinture, sculpture, architecture. Les décors sont réalisés dans l'esprit Art Nouveau. 

### Les mosaïques
Si les mosaïques des façades latérales ne sont réalisées qu'en 1926 et 1927, les démarches de Charles L'Eplattenier pour leur réalisation sont antérieures. Les plans de 1908 semblent d'ailleurs réserver un espace pour celles-ci. Le panneau de la façade nord-ouest, la première composition que les personnes voient en entrant dans le cimetière, représente un cortège mortuaire représentant une allégorie vers l'au-delà. Sur la façade sud-est, une métaphore de la famille et du triomphe de la vie accompagne les visiteurs vers la sortie du cimetière.

### Sculptures
Les sculptures sont majoritairement réalisées par Charles L'Eplattenier. En 1909, il fait don d'un éphèbe de plâtre intitulé Vers l'idéal qui est réalisée en bronze et placé au faîte du toit du crématoire. Cette sculpture accompagne la fumée des défunts de son regard et d'un mouvement de bras levé vers le ciel. En 1927, l'artiste réalise deux sculptures monumentales en pierre artificielle venant encadrer l'entrée principale du monument. 
Le porche d'entrée est réalisé par Léon Perrin entre 1909 et 1910. L'arc en plein-cintre est orné dans sa partie basse de simples cordons nus puis dans sa partie médiane de branches et de pives de sapin stylisées. Ce programme stylistiques se poursuit dans les murs latéraux du porche. Les pans extérieurs des portes sont décorés de motifs végétaux réalisés en métal repoussé et les poignées des portes sont ornées de motifs de feuilles.

### Décors intérieurs
Lorsque l'on pénètre dans la salle de cérémonie, le visiteur peut admirer un décor développé sur près de 100 m2. Les parties ornementales sont réalisées entre 1909 et 1910 par les élèves du cours supérieur de dessin sous la supervision de Charles L'Eplattenier tandis que celui-ci a lui-même peint les quatre panneaux muraux (1912).
La voûte de la salle de cérémonie en arc de cloître est peinte entre 1909 et 1910 par Georges Aubert. Elle évoque le feu de la crémation par le biais du motif répété de la flamme. Ces stylisations convergent vers la clef de voûte masquée par un cache métallique ajouré.  
Après avoir été remplacé en 1966 par un éclairage indirect, le lustre d'origine a disparu. Cependant, sont encore conservés les deux lampadaires à huile encadrant le catafalque, réalisés en métal repoussé par Jeanne Perrochet en 1927. La salle de cérémonie est éclairée au sud-est eu au nord-ouest par une rangée de huit baies vitrées ornées de vitraux. Dessinés par Léon Perrin, les vitraux ont été exécutés par Octave Matthey entre 1909 et 1910. Chaque vitrail est composé  de trente-deux carrés ornés de motifs non figuratifs géométriques,. 
Les parois, les portes intérieures ainsi que le catafalque sont réalisés en cuivre ciselé et repoussé par Louis Houriet, Charles Harder, Arnold Montandon et Florian Amstutz. Les motifs végétaux sont répétés afin de créer un rythme régulier. Un soubassement de cuivre court tout autour de la salle de cérémonie. Chaque paroi se compose de trois parties : les deux côtés latéraux contiennent les armoires cinéraires sur lesquelles sont inscrites les noms des défunts. Les zones centrales sont quant à elles décorées d'un panneau à motif de feuilles de grande taille. La paroi nord-est est interrompue par la porte principale encadrée d'un chambranle richement décoré dont les deux battants sont ornées d'effigies féminines. Les soubassement de cuivre sont surplombés par des niches accueillant des urnes factices en gypse,.  
Les mosaïques qui tapissent le sol de la sale de cérémonie ont été réalisées par Louis Perret. Elles quadrillent de motifs géométriques l'espace où les tons beiges dominent. Le catafalque est cerné par des mosaïques de couleur bleue dans lesquelles des motifs de fleur ont été inséré,. 
Ce n'est pas avant 1912 que la Société du crématoire demande à Charles L'Eplattenier de compléter la décoration intérieure de la salle de cérémonie par quatre peintures murales placées au-dessus des niches cinéraires. Chaque composition symétrique forme un équilibre parfait avec son pendant : au sud-ouest sont représentés la mort, la douleur et la paix ; au nord-est, le feu purificateur. Au sud-ouest est représenté le silence et au nord-ouest le souvenir. Les représentations sont de types symbolistes, les thèmes sont issus du rêve, du silence, de l'hallucination et de l'angoisse.

## Galerie

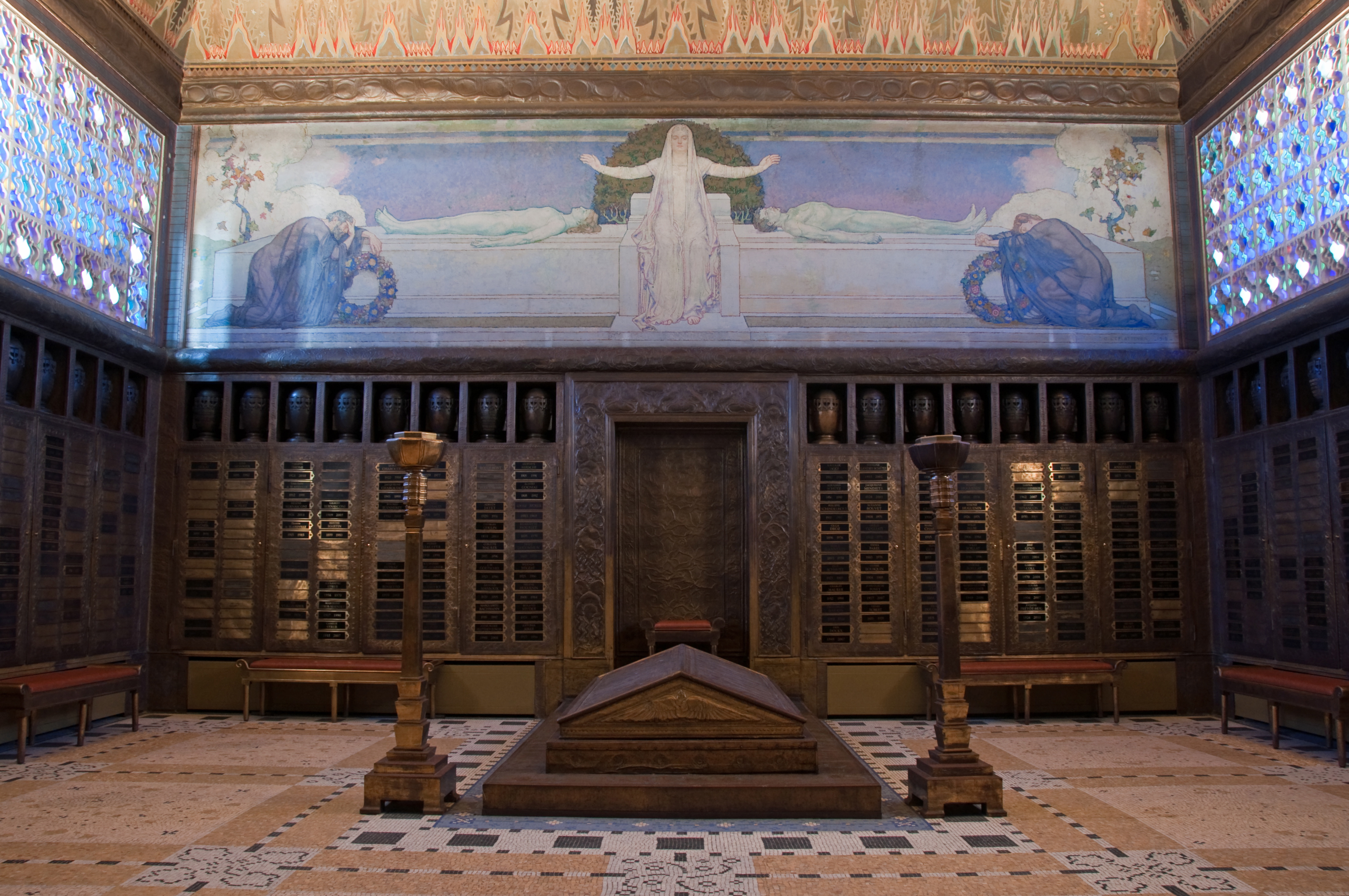
Intérieur de la salle de cérémonies
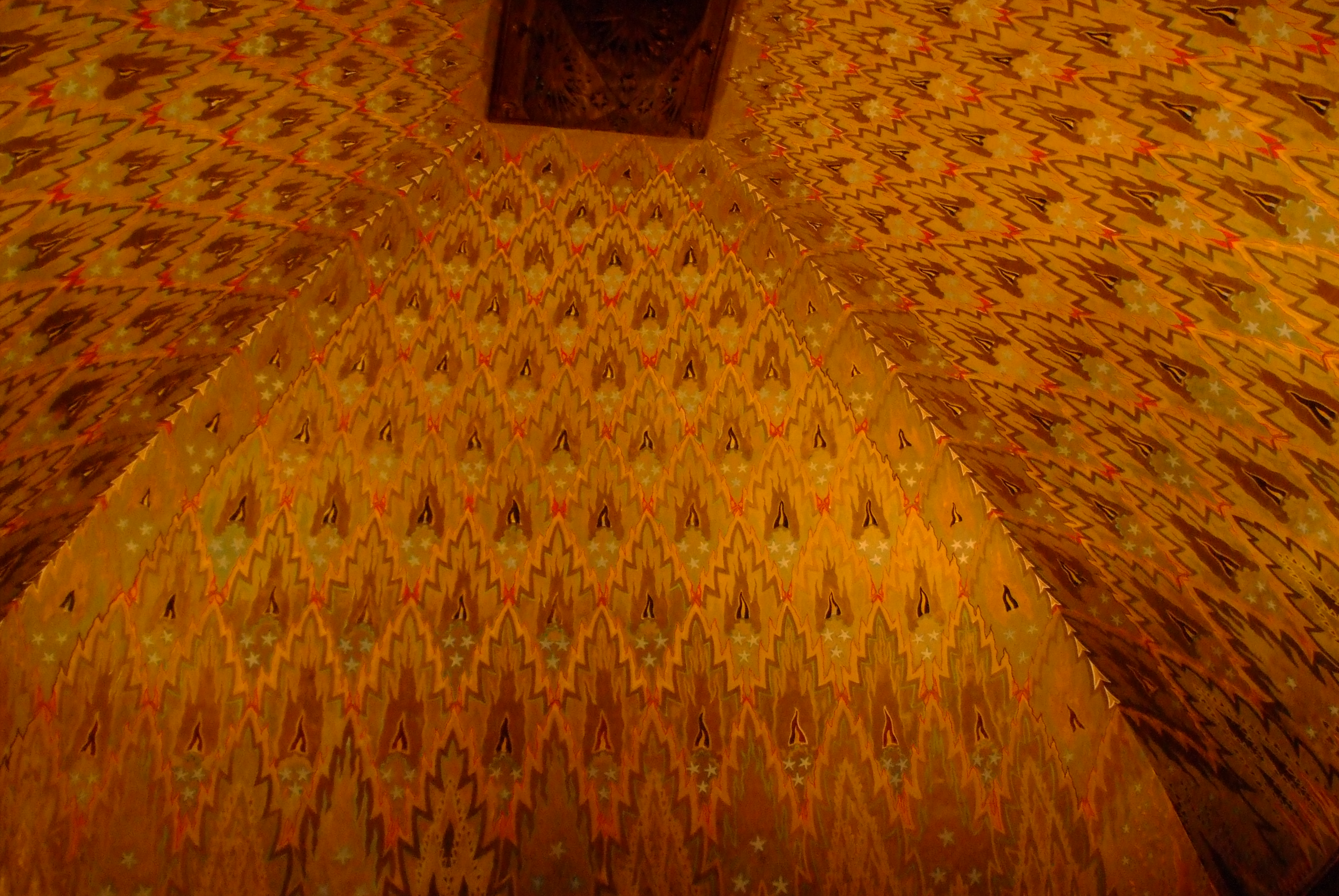
Le décor du plafond de la salle de cérémonies
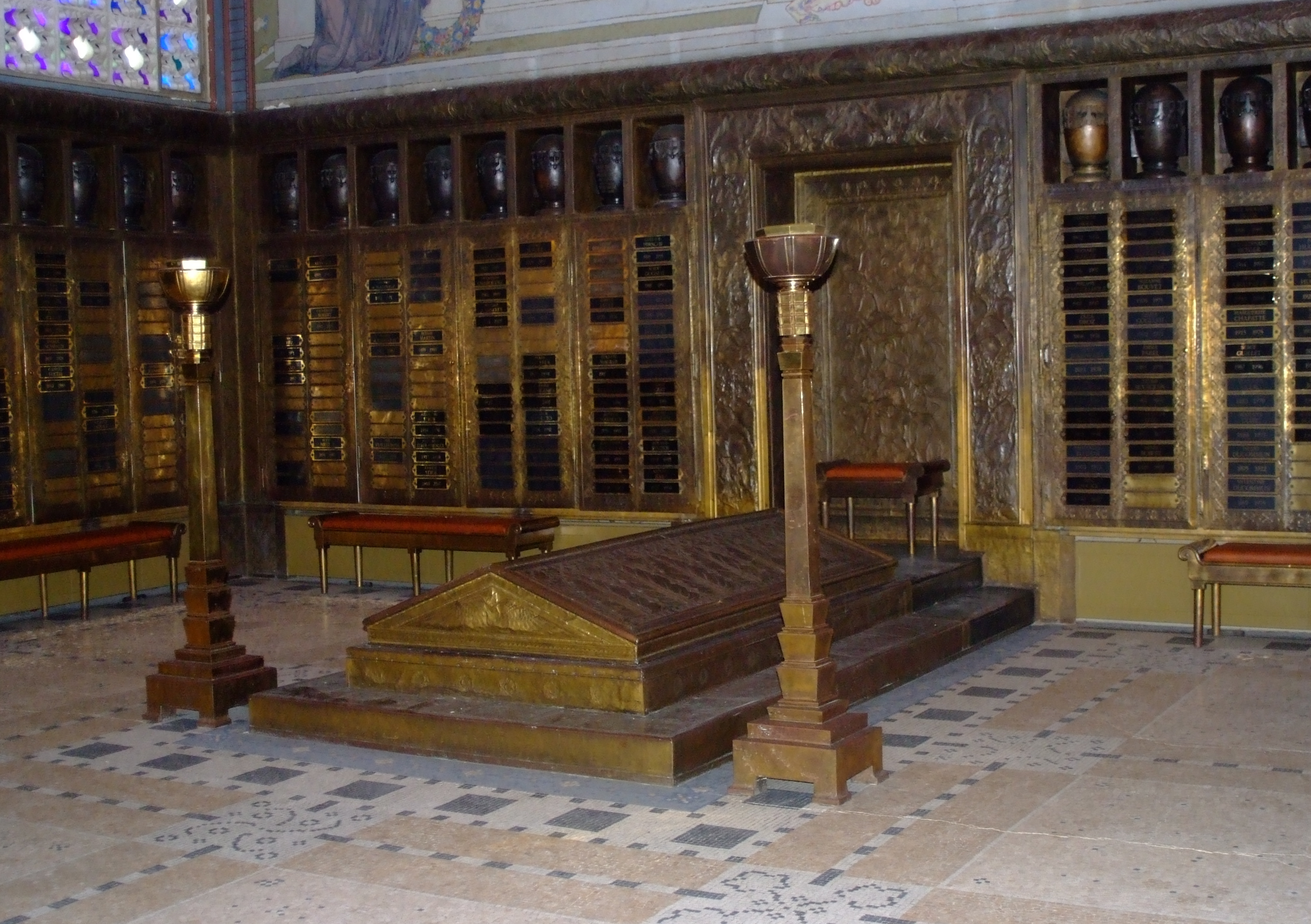
Le catafalque
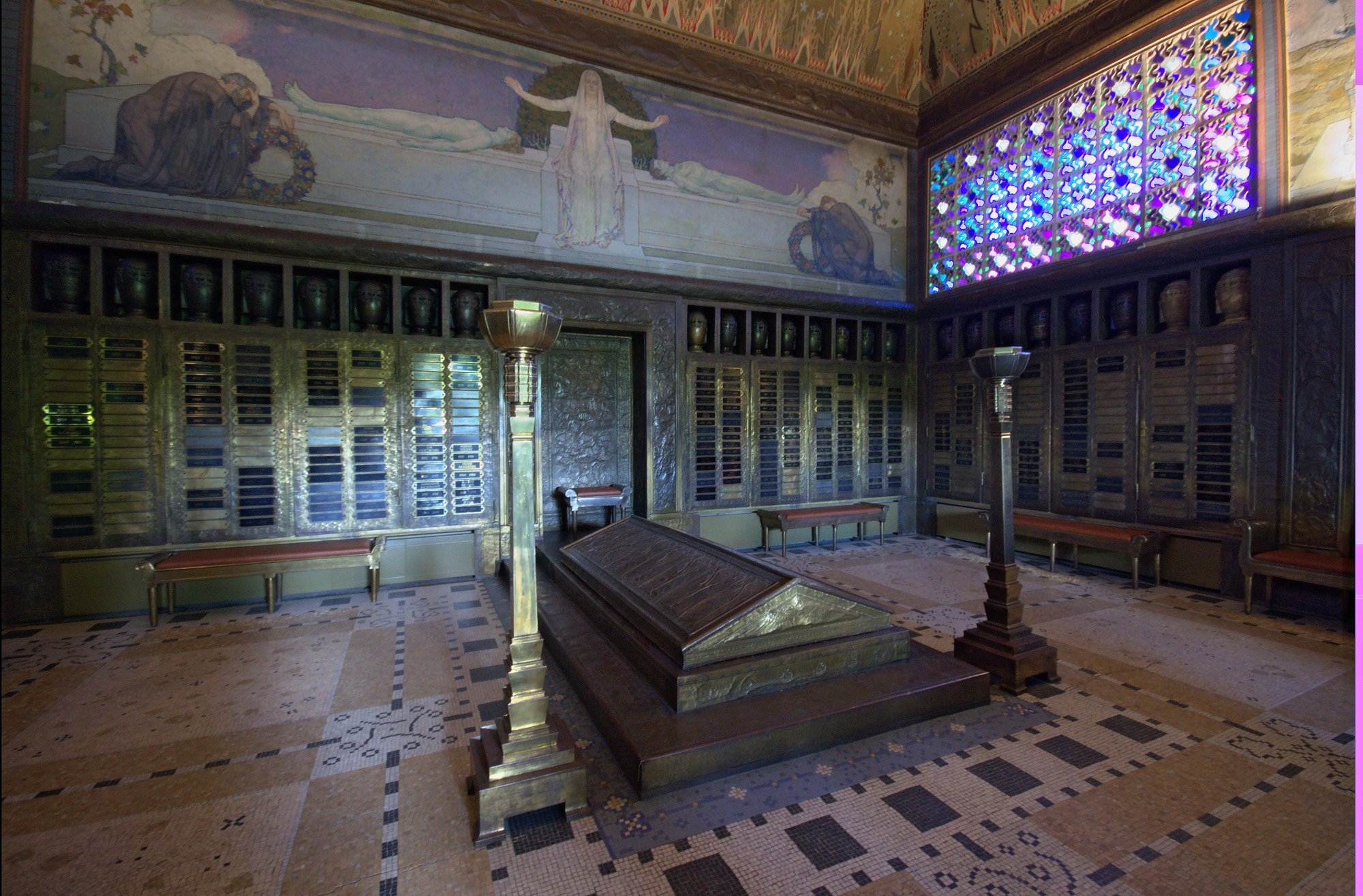
La salle de cérémonies
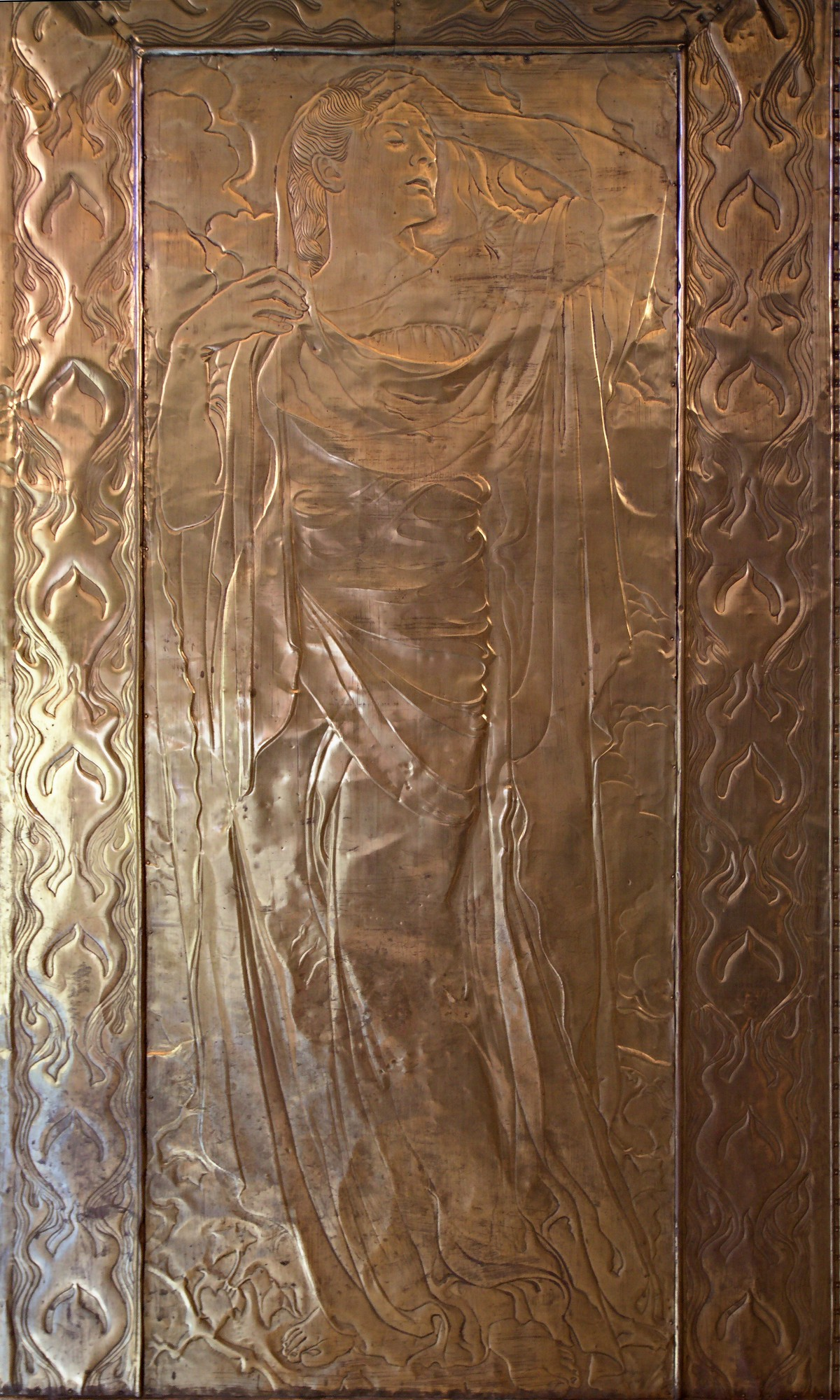
Détail des portes intérieures
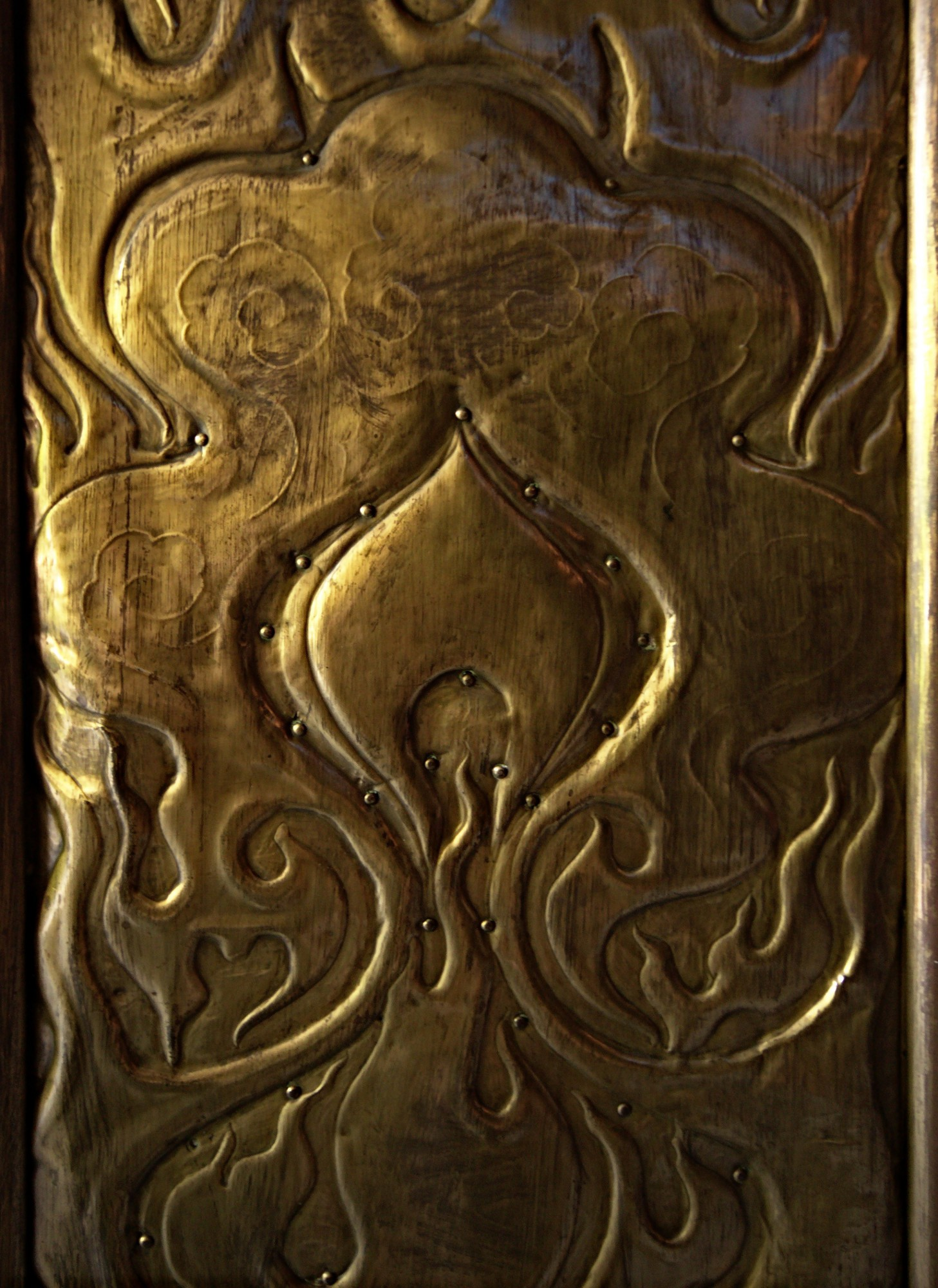
Détail du soubassement
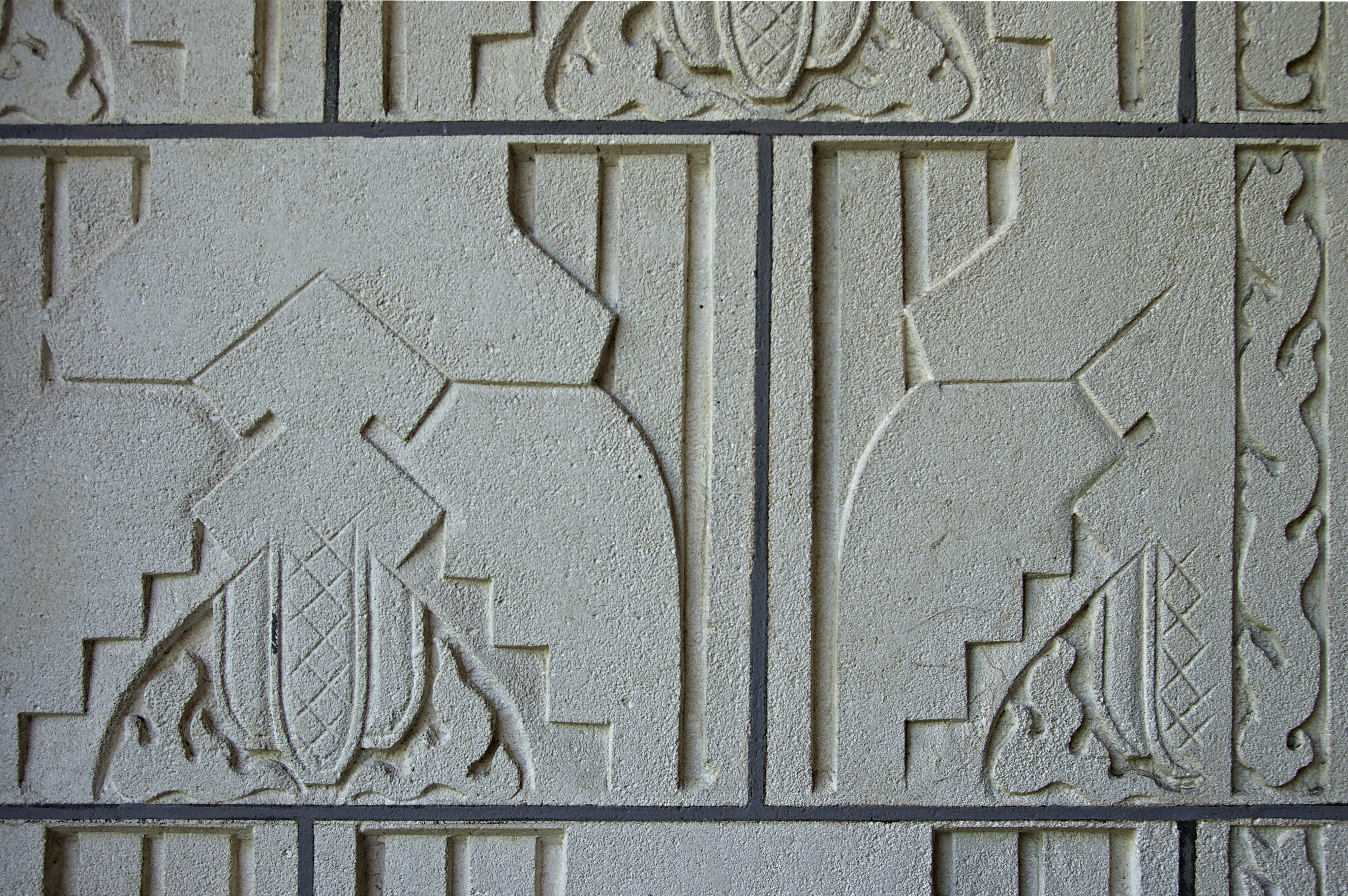
Détail des décors extérieurs
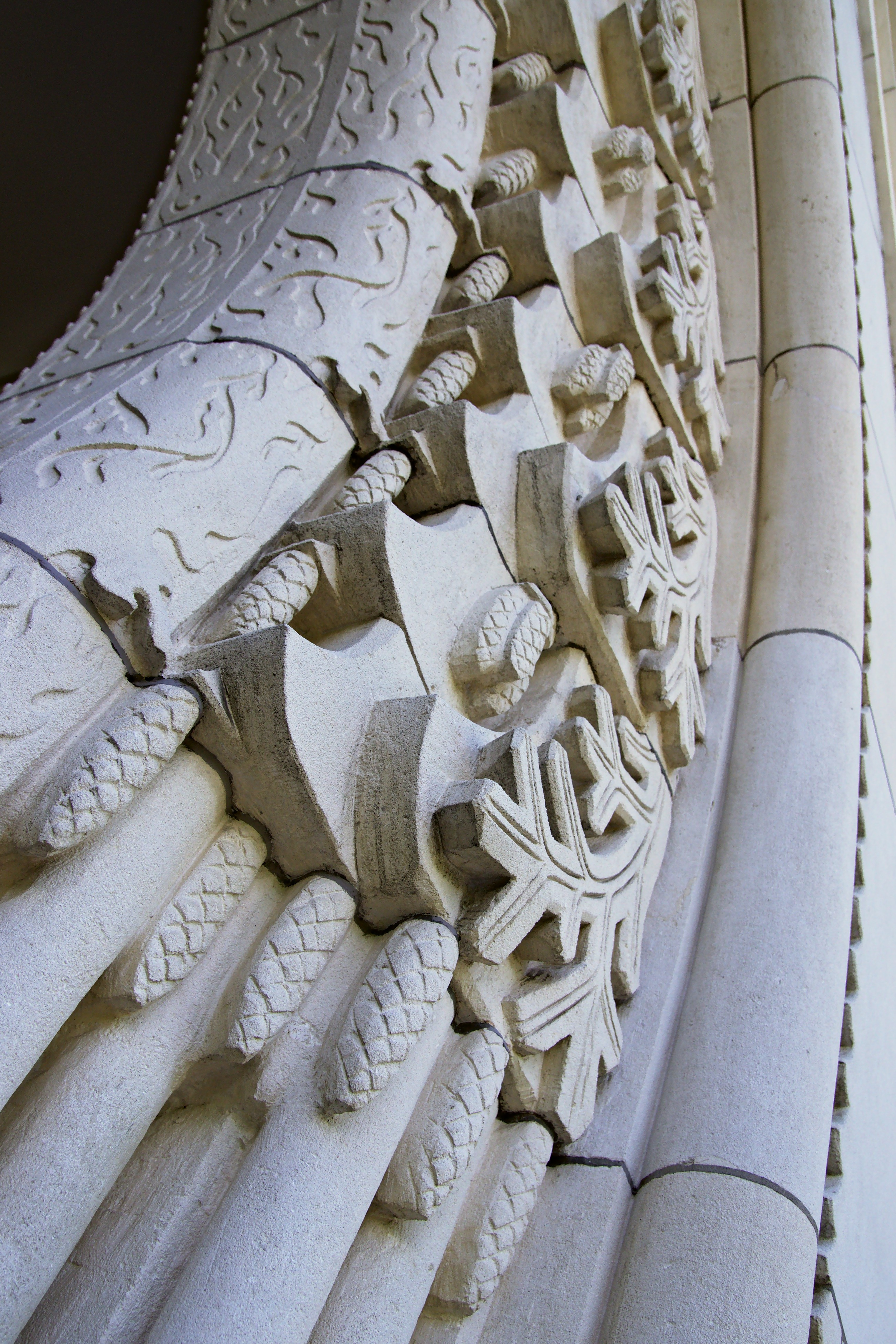
Détail de la voute de l'entrée principale